# Ticket to Ride (musikalbum)
Ticket to Ride är ett album av The Carpenters, släppt den 9 oktober 1969 och återlanserade den november 1970.

## Låtlista
1. Invocation - 1:01
2. Your Wonderful Parade - 2:54
3. Someday - 5:13
4. Get Together - 2:36
5. All Of My Life - 3:02
6. Turn Away - 3:10
7. Ticket To Ride - 4:10
8. Don’t Be Afraid - 2:06
9. What’s The Use - 2:43
10. All I Can Do - 1:41
11. Eve - 2:52
12. Nowadays Clancy Can’t Even Sing - 4:18
13. Benediction - 0:43